# خوسيه فيرناندو راشاو
خوسيه فيرناندو راشاو (José Fernando Casal Rachão )، مدرب كرة قدم برتغالي.
بدأ مسيرته التدريبية مع نادي بارييرينسي في موسم 1999/2000، وفي موسم 2000/2001 درب نادي إسترويل برايا، وفي موسم 2001/2002 درب نادي سيكسيال، وفي موسم 2001/2002 درب نادي أتلتيكو كلوب دي بورتوغال، وفي موسم 2002/2003 عاد إلى تدريب نادي بارييرينسي، وفي عام 2003 درب نادي إينياو تورينسي، ودربهم حتى عام 2005، وفي موسم 2005/2006 درب نادي إينياو، وفي بداية عام 2007 انتقل إلى تدريب نادي العربي الكويتي، وقد حقق معهم لقب كأس ولي العهد، وهو يدربهم حتى الآن. تعاقد مع نادي الأتحاد الليبي لتدريب فريقهم الأول للمسم الراضي 2008/ 2009، لم يعمر طويلا، تم الاستغناء عنه بعد الجولة الثالثة فقط من المسابقة.
و حالياً يدرب فريق الاتحاد الحلبي في سوريا

## المصدر
- صفحة المدرب على موقع الاتحاد البرتغالي لكرة القدم.